# Chabi-Couma
Chabi-Couma (teilweise auch Chabi Kouma) ist ein Arrondissement im Département Atakora in Benin. Es ist eine Verwaltungseinheit, die der Gerichtsbarkeit der Kommune Kouandé untersteht. Gemäß der Volkszählung von 2013 hatte Chabi-Couma 10.677 Einwohner, davon waren 5298 männlich und 5379 weiblich.